# Brandi Cyrus
Brandi Cyrus, född 26 maj 1987, är en amerikansk skådespelerska och DJ. Hon brukade vara med som värd för Cyrus vs. Cyrus: Design and Conquer på Bravo och är medvärd för podden Your Favorite Thing.

## Privatliv
Föräldrarna till Brandi Cyrus är Leticia "Tish" Cyrus, och countrysångaren Billy Ray Cyrus, som adopterade henne och hennes yngre bror Trace som småbarn efter att de gifte sig. Hon har också tre syskon till som är hennes bror Braison och systrarna Miley och Noah Cyrus.

## Filmografi
- 2007: Hannah Montana: Live i London
- 2007: Billy Ray Cyrus: Home at Last
- 2008: Zoey 101
- 2008-2011: Hannah Montana
- 2009: Hannah Montana: The Movie
- 2011: What's Up
- 2013: Piers Morgan Tonight
- 2013: Truly Tish
- 2014: Brandiville
- 2014: MTV Video Music Awards
- 2015: Old 37
- 2015: Celebrity P.O.V.
- 2015: The Queue
- 2016: Entertainment Tonight
- 2016: Tillgång till Hollywood
- 2017: Cyrus vs. Cyrus: Design and Conquer